# Philippe Lefebvre (organista)
Philippe Lefebvre (Roubaix, 2 gennaio 1949) è un organista francese.

## Biografia
Philippe Lefebvre ha studiato al Conservatorio di Lilla, successivamente al Conservatorio nazionale superiore di musica di Parigi in cui ottiene i primi premi in organo, improvvisazione, fuga e contrappunto.
Ha cominciato la professione di organista a Marcq-en-Barœul; a 19 anni è nominato organista alla Cattedrale di Arras.
Nel 1971 ha conseguito il Premio della Fondation de la vocation e il primo premio d'improvvisazione al concorso internazionale di Lione.
Nel 1973 vince il grand prix d'improvvisazione del concorso internazionale di Chartres dove diviene in seguito organista titolare della Cattedrale di Notre-Dame.
Tiene regolarmente concerti e master class in Europa, negli Stati Uniti, in Giappone, in Russia e nei paesi dell'Est.
Nel 1985 vince il concorso per assumere il ruolo di organista titolare della Cattedrale di Notre-Dame di Parigi, congiuntamente con Yves Devernay, Olivier Latry e Jean-Pierre Leguay e succedendo così al suo maestro Pierre Cochereau. Nel 2024 viene nominato organista titolare emerito della cattedrale dal rettore arciprete Olivier Ribadeau Dumas.
Interprete di talento è ugualmente riconosciuto come uno dei più importanti improvvisatori del suo tempo.
È stato direttore dei Conservatorio di Lilla dal 1979 al 2003, prima di essere nominato direttore della corale della Cathédrale di Notre-Dame di Parigi e nel 2002 professore d'improvvisazione al Conservatorio di Parigi. È inoltre professore di improvvisazione nell'ambito del CESMD di Tolosa